# 千葉君

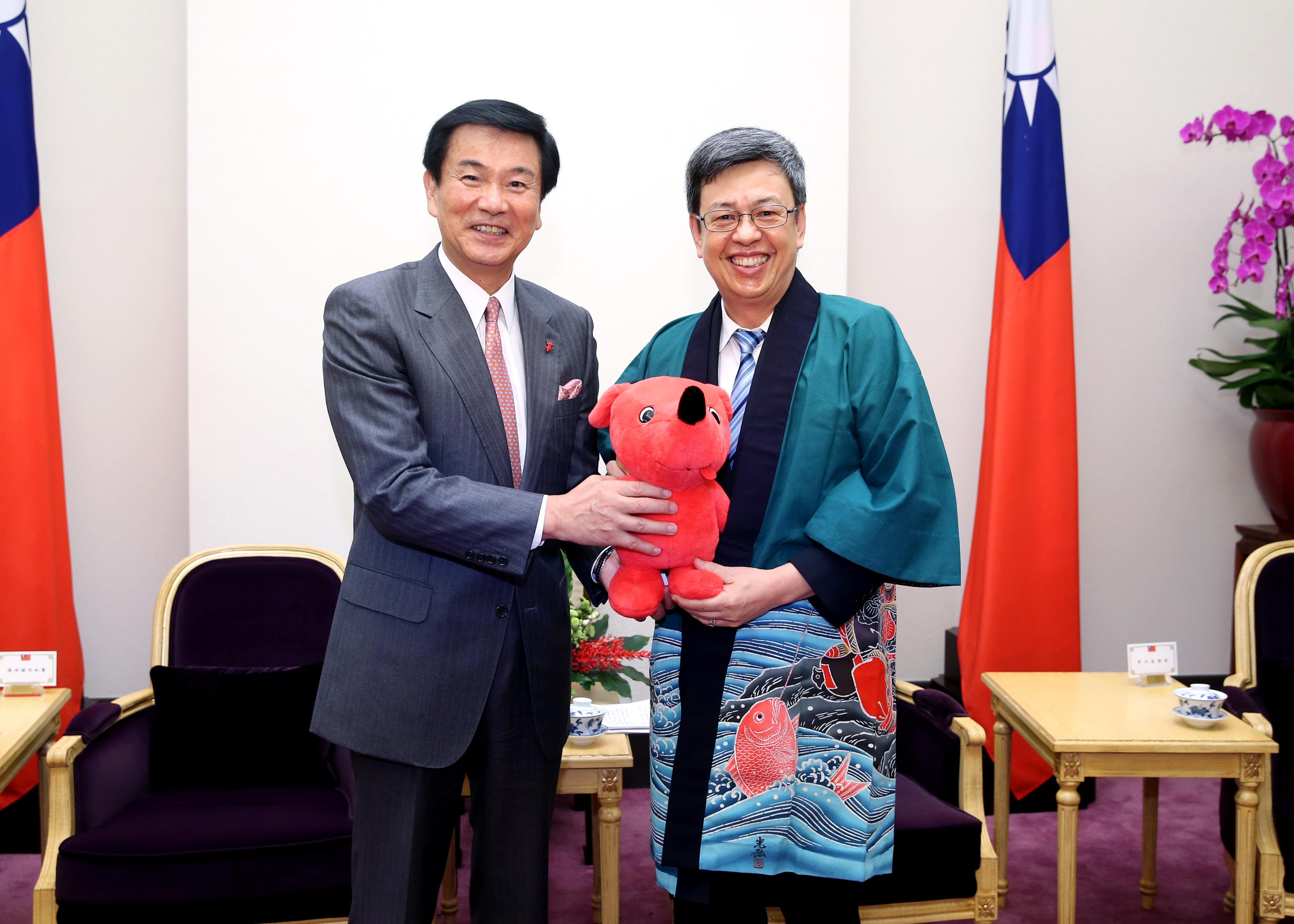
中華民國副總統陳建仁接見千葉縣知事森田健作，兩人手中所持即為『千葉君』布偶

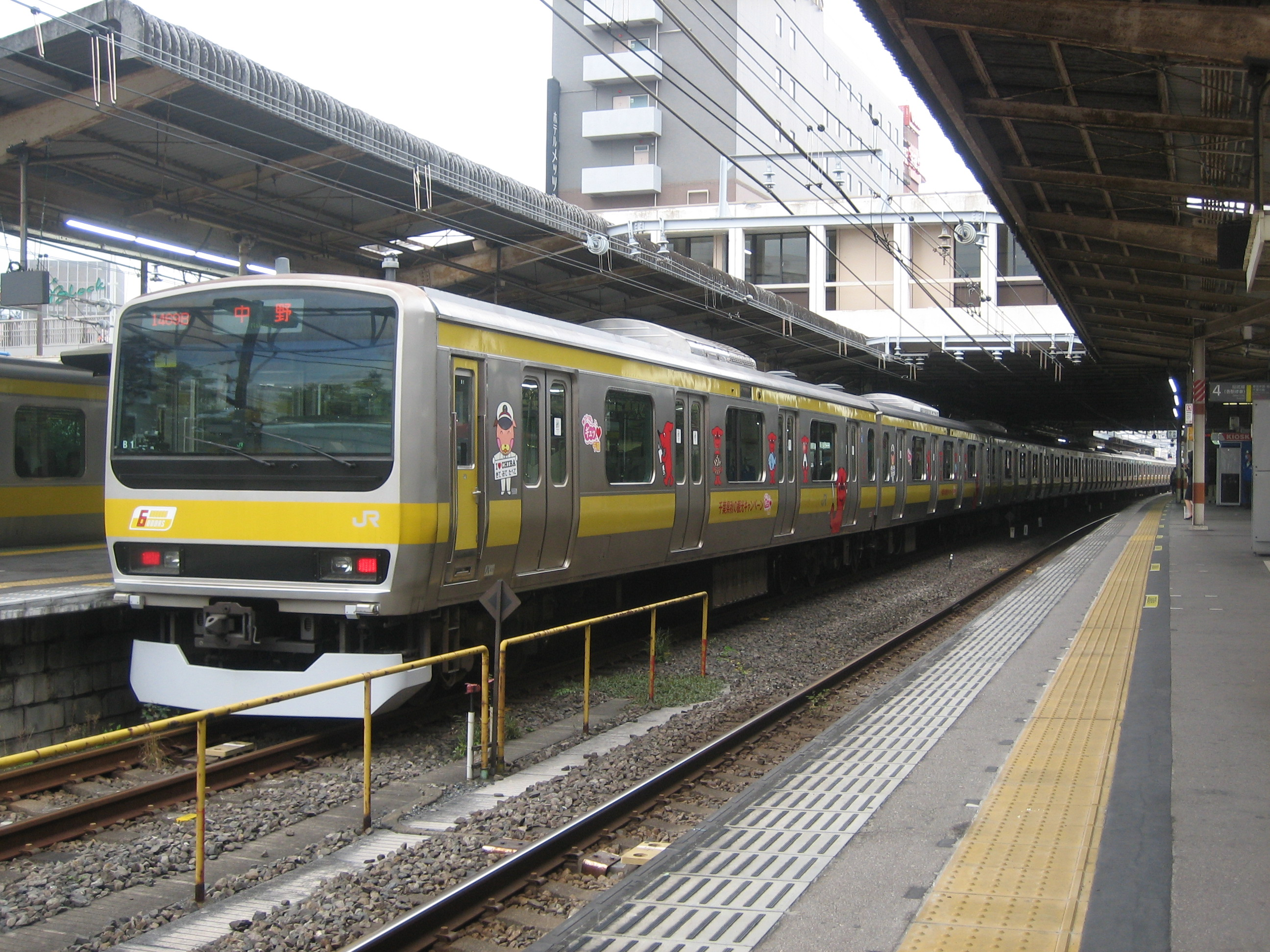
車身繪有千葉君圖案的E231系電車（津田沼車站）

千葉君是日本千葉縣的官方地方吉祥物，由出身千葉的日本知名插畫家坂崎千春所繪製，2011年1月1日起正式成為千葉縣的吉祥物。千葉君的外觀為紅色，造型是以千葉縣的地圖輪廓為設計概念，因千葉縣的地圖外觀與「露出左側臉站立的狗」類似。儘管千葉君有著類似狗的外型，但根據官方說明顯示，千葉君並非狗，而是居住在千葉縣的『神祕生物』（不思議ないきもの）。

## 外部連結
- チーバくんの広場（页面存档备份，存于）
- ゆるキャラグランプリ（页面存档备份，存于）
- CHI-BA+KUN 千葉君 チーバくん 台灣粉絲團